# La vida de nadie
Pour plus de détails, voir Fiche technique et Distribution.
La vida de nadie est un film espagnol réalisé par Eduard Cortés, sorti en 2002. Cette œuvre est basée sur un cas réel (celui de l'Affaire Romand dans laquelle un homme a trompé toute sa famille pendant des années et a fini par tous les assassiner),.

## Synopsis
Emilio Barrero est un homme aisé qui travaille à la Banque d'Espagne et épanoui dans sa vie de famille. Mais ses mensonges commencent à le rattraper. Sa femme accepte toutes ses excuses, mais lorsqu'Emilio tombe amoureux d'une jeune étudiante, son manque de contrôle provoque angoisse et drame dans la famille. La tension monte et atteint un moment critique où Emilio doit faire face au fait que toute sa vie a été une farce et qu'en réalité, « il n'est personne ».

## Fiche technique
- Titre : La vida de nadie
- Réalisation : Eduard Cortés
- Scénario : Eduard Cortés et Piti Español
- Musique : Xavier Capellas
- Photographie : José Luis Alcaine
- Montage : Fernando Pardo
- Production : Enrique Cerezo et Pedro Costa
- Société de production : Antena 3 Televisión, Canal+ España, Enrique Cerezo Producciones Cinematográficas et Pedro Costa Producciones Cinematográficas
- Pays :  Espagne
- Genre : Drame, thriller
- Durée : 103 minutes
- Dates de sortie : 
  -  Espagne : 29 novembre 2002

## Distribution
- José Coronado : Emilio
- Adriana Ozores : Ágata
- Marta Etura : Rosana
- Roberto Álvarez : Jose
- Adrián Portugal : Sergio
- Laura Conejero : Tina
- Eduardo Marchi : le père d'Emilio
- Gara Muñoz : Cristina
- Tamara Bautista : Luisa

## Distinctions
Le film a été nommé pour trois prix Goya.